# Américo Castro
Américo Castro, född 4 maj 1885 i Cantagalo, delstaten Rio de Janeiro, död 25 juli 1972 i Lloret de Mar, var en spansk språk- och litteraturforskare.
Castro som var professor vid universitetet i Madrid, hade studerat vid en rad europeiska universitet, främst i Tyskland, kom att med kraft verka för en reform av det spanska universitetsväsendet. Av hans litterära arbeten kan nämnas en spansk utgåva (1919) av Hugo Albert Rennerts "Life of Lope de Vega", betydligt omarbetad i samarbete med författaren. Han utgav även klassiska och spanske skrifter som Lope de Vegas "Dorotea", Gabriel Téllez "Burlador de Sevilla" och Francisco de Quevedos "Buscon". År 1926 kom hans, med noter och tillägg försedda, spanska översättning av Wilhelm Meyer-Lübkes "Einführung in das Studium der romanischen Sprachwissenschaft".
Castro bidrog med viktiga artiklar till Revista de filología española och utgett flera värdefulla arbeten såsom Don Juan (1924), El pensamiento de Cervantes (1925), och Santa Teresa y otros ensayos (1929). Castro var en av ledarna för Centro de estudios hostóricos i Madrid och en av det moderna Spaniens mest framträdande kulturpersonligheter.